# Кубок північноірландської ліги з футболу 2013—2014
Кубок північноірландської ліги 2013–2014 (англ. WASP Solutions League Cup) — 28-й розіграш Кубка північноірландської ліги. У кубку взяли участь клуби Прем'єр-ліги, 1-го і 2-го Чемпіоншипів Футбольної ліги Північної Ірландії. Перемогу втретє в історії здобув Кліфтонвілль.

## Перший раунд
| Команда 1                     | Рахунок         | Команда 2                 |
| ----------------------------- | --------------- | ------------------------- |
| 13 серпня 2013                |                 |                           |
| Бенбрідж Таун (3)             | 4:0             | Квінз Юніверсіті (3)      |
| Харленд-енд-Вульф Велдерс (2) | 1:0             | Армаг Сіті (3)            |
| Нокбреда (2)                  | 1:0             | Каррік Рейнджерс (2)      |
| Тобермор Юнайтед (3)          | 0:1 дч          | Вейкгерст (3)             |
| Балліклейр Комрадс (2)        | 2:1             | Енней Юнайтед (3)         |
| Дергв'ю (2)                   | 0:3             | Коа Юнайтед (2)           |
| Кіллімун Рейнджерс (3)        | 3:3 дч пен. 2:3 | Лурган Селтік (3)         |
| Ларн (2)                      | 5:3             | Портстюарт (3)            |
| Лімаваді Юнайтед (2)          | 1:1 дч пен. 1:3 | Спорт-енд-Леже Свіфтс (3) |
| Мойола Парк (3)               | 2:3             | Лофгол (2)                |

## Другий раунд
| Команда 1              | Рахунок         | Команда 2                     |
| ---------------------- | --------------- | ----------------------------- |
| 26 серпня 2013         |                 |                               |
| Чімні Корнер (3)       | 1:8             | Дандела (2)                   |
| Коа Юнайтед (2)        | 1:3             | Лісберн Дістіллері (2)        |
| Балліклейр Комрадс (2) | 0:2             | Гленторан                     |
| Балліміна Юнайтед      | 2:2 дч пен. 5:3 | Баллімоні Юнайтед (3)         |
| Баллінамаллард Юнайтед | 3:0             | Бенбрідж Таун (3)             |
| Кліфтонвілль           | 3:0             | Харленд-енд-Вульф Велдерс (2) |
| Колрейн                | 2:1 дч          | Лофгол (2)                    |
| Гленавон               | 6:0             | ПСНІ (3)                      |
| Доунгал Селтік (2)     | 1:2             | Лурган Селтік (3)             |
| Ларн (2)               | 0:1             | Данганнон Свіфтс              |
| Лінфілд                | 2:0             | Нокбреда (2)                  |
| Ньюінгтон Юз (3)       | 1:3             | Крузейдерс                    |
| Портадаун              | 4:0             | Спорт-енд-Леже Свіфтс (3)     |
| Вейкгерст (3)          | 0:5             | Ардс                          |
| Ворренпойнт Таун       | 2:3             | Бангор (2)                    |
| Інститут (2)           | 2:0             | Гліб Рейнджерс (3)            |

## Третій раунд
| Команда 1         | Рахунок         | Команда 2              |
| ----------------- | --------------- | ---------------------- |
| 8 жовтня 2013     |                 |                        |
| Кліфтонвілль      | 5:0             | Дандела (2)            |
| Крузейдерс        | 4:1 дч          | Колрейн                |
| Данганнон Свіфтс  | 1:1 дч пен. 3:4 | Ардс                   |
| Гленавон          | 4:1             | Інститут (2)           |
| Гленторан         | 0:0 дч пен. 2:4 | Лінфілд                |
| Портадаун         | 6:0             | Лісберн Дістіллері (2) |
| Балліміна Юнайтед | 3:0             | Баллінамаллард Юнайтед |
| 15 жовтня 2013    |                 |                        |
| Бангор (2)        | 8:1             | Лурган Селтік (3)      |

## Чвертьфінали
| Команда 1         | Рахунок          | Команда 2  |
| ----------------- | ---------------- | ---------- |
| 12 листопада 2013 |                  |            |
| Лінфілд           | 1:1 дч пен. 9:10 | Крузейдерс |
| Кліфтонвілль      | 4:0              | Бангор (2) |
| Балліміна Юнайтед | 4:0              | Портадаун  |
| Гленавон          | 3:3 дч пен. 4:5  | Ардс       |

## Півфінали
| Команда 1      | Рахунок | Команда 2         |
| -------------- | ------- | ----------------- |
| 17 грудня 2013 |         |                   |
| Ардс           | 0:2     | Кліфтонвілль      |
| Крузейдерс     | 4:3 дч  | Балліміна Юнайтед |

## Фінал
| 25 січня 2014 19:30 (EEST) |

| Кліфтонвілль | 0:0 дч   | Крузейдерс |
| ------------ | -------- | ---------- |
|              | Протокол |            |

| Солітьюд, Белфаст Арбітр: Реймонд Гетерінгтон |

|                                         |     | Пенальті                                     |  |
| Макмуллан · Гормлі · О'Керолл · Колдвел | 3:2 | Коутс · Маккатчеон · Хенлі · Оуенс · Макклін |  |